# يو إف سي 25
يو إف سي 25: اليابان النهائي 3 (بالإنجليزية: UFC 25: Ultimate Japan 3)‏ هو حدث لفنون القتال المختلطة نظمته يو إف سي، أُقيم في 14 أبريل 2000، على صالة يويوجي الوطنية في طوكيو، اليابان.